# Saison 2014-2015 de l'Athlétic Club Arles-Avignon
Maillots
Dernière mise à jour : 23 mars 2015.
Chronologie
Saison précédente
La saison 2014-2015 de l'Athlétic Club Arles-Avignon voit le club s'engager dans trois compétitions que sont la Ligue 2, la Coupe de France et la Coupe de la Ligue. Lors de la saison 2013-2014, l'équipe a assuré son maintien au soir de la 36e journée.

## Effectif actuel
L'effectif professionnel de la saison 2014-2015 compte 7 joueurs internationaux.

### Transferts

#### Été

##### Arrivées
Symbole d'une nouvelle stratégie de recrutement, l'arrivée de trois joueurs en provenance du championnat vénézuélien est annoncée par les médias, des deux côtés de l'Atlantique, peu après la mi-mai. Ainsi, ce sont Manuel Arteaga et Arles Flores qui débarquent en prêt, le club disposant d'une option d'achat pour ce dernier, ainsi que Robert Hernández qui s'engage pour deux ans avec la formation provençale,. Malgré tout, quelques semaines plus tard, le Paris FC indique l'arrivée de deux des trois joueurs (Arteaga et Hernández) pourtant annoncés à l'AC Arles-Avignon,. Finalement, aucun des joueurs vénézuéliens ne portera le maillot provençal, leur période en Avignon n'étant qu'un essai à l'issue duquel ils ne sont pas conservés. En raison du peu de communication de la part du club, on apprend seulement à la reprise de l'entraînement, le 24 juin, que le gardien Thomas Bosmel, le milieu offensif Ziri Hammar et l'attaquant Alassane N'Diaye ont rejoint les rangs de l'AC Arles-Avignon. Dans le cadre du partenariat avec l'AS Monaco, Fawzi Ouaamar et Quentin Ngakoutou sont prêtés à l'AC Arles-Avignon pour la saison afin de gagner du temps de jeu en milieu professionnel,. Quelques jours plus tard, le 8 juillet, l'AS Monaco FC accorde le transfert gratuit d'Axel Maraval, Tristan Dingomé et Dominique Pandor. Pourtant, douze jours plus tard, Tristan Dingomé semble s'orienter vers la Belgique et renonce donc à signer pour l'ACA. Négocié avec le président Marcel Salerno, le retour de Damien Plessis s'effectue dans la formation provençale, seulement six mois après être parti mais jamais le joueur ne signe de contrat avec l'ACA, avant de finalement s'engager avec La Berrichonne de Châteauroux. Le 18 juillet, le quotidien La Provence annonce la signature pour deux ans du latéral droit montpelliérain Garry Bocaly. Formé en Avignon, Maxime Blanc, qui avait poursuivi son apprentissage à Lyon puis Évian, revient dans son département natal en rejoignant Arles-Avignon pour une durée de deux années. Toujours très actif chaque été sur le marché des transferts, l'AC Arles-Avignon continue son recrutement avec l'arrivée de Larsen Touré le 22 juillet 2014. À l'essai depuis le début du stage à Mende, Rémy Bonne signe pour deux ans le 29 juillet 2014. Alors que la saison a commencé depuis quelques jours, le quotidien La Provence annonce l'arrivée de deux joueurs supplémentaires : l'international péruvien Christian Cueva, qui ne viendra finalement pas, ainsi que l'international centrafricain Evans Kondogbia. Tout comme Tristan Dingomé, Dominique Pandor ne signe finalement pas à l'ACA, pour des raisons financières, alors que la saison a déjà bien commencé.
Annonçant des renforts avant la fin du mercato, l'AC Arles-Avignon décide d'intensifier sa fin de fenêtre des transferts avec l'arrivée du défenseur monégasque Jérôme Phojo, du Portugais Diogo Rosado ainsi que de Gino van Kessel, attaquant de la réserve de l'Ajax Amsterdam. En clôture de cette fenêtre de transferts, l'ACA fait aboutir son arrivée la plus médiatique dans les dernières heures du mois d'août. C'est donc l'international sénégalais Mamadou Niang qui revient en Provence, après ses années fastes à Marseille, pour un contrat de deux années, auquel il faut ajouter un projet de reconversion dans le club. Cette arrivée est accompagnée de celle du gardien croate Matej Delač, en prêt de Chelsea.

##### Départs
Prêtés pour la saison 2013-2014, Billel Omrani et Rafaël Dias retournent respectivement à l'Olympique de Marseille et au FC Sochaux-Montbéliard à l'été 2014.
En fin de contrat, Ludovic Butelle et Yunis Abdelhamid ne prolongent pas l'aventure, le premier s'orientant vers Angers SCO tandis que le second rejoint le promu de Luzenac après avoir vécu ses premiers moments professionnels sous le maillot acéiste. Après une seconde moitié de saison en prêt à Créteil, Ben Sangaré décide de rester avec la formation francilienne alors même qu'il lui reste une année de contrat avec l'AC Arles-Avignon. Au rayon des fins de contrat, on pouvait aussi compter Julien Cardy qui décide de ne pas prolonger et s'engage le 30 juin avec l'En Avant de Guingamp pour une durée de deux années, dont une en option. le même jour, on apprend la résiliation de contrat, à qui il restait encore un an, de Maurice-Junior Dalé, meilleur buteur la saison précédente. Le 2 juillet 2014, Jordi Delclos s'engage avec le FC Lausanne-Sport, en deuxième division suisse alors que son contrat à l'ACA venait d'expirer.
Le 8 juillet, c'est le prometteur Nader Ghandri qui quitte la formation provençale pour rejoindre l'un des plus grands clubs tunisiens, le Club africain après seulement quatre apparitions en professionnel durant la précédente saison. Dans la même lignée et alors que l'AC Arles-Avignon semblait vouloir s'inscrire dans la durée avec un recrutement tourné vers l'avenir, le club laisse partir Steven Fortes au Havre AC alors qu'il lui reste encore deux années de contrat. Ce départ s'explique dans une erreur administrative au sujet du contrat du joueur, le laissant ainsi libre à l'inter-saison. On apprend également le départ en fin de contrat de Chaouki Ben Saada alors qu'il est annoncé comme s'entraînant avec l'équipe réserve du SC Bastia à la mi-juillet. Deuxième meilleur buteur la saison précédente avec 8 buts, Livio Nabab quitte la formation acéiste, alors qu'il lui reste deux années de contrat, pour rejoindre l'AJ Auxerre. Mohamed El Gabas résilie à l'amiable son contrat durant l'été après seulement douze rencontres et un but issu de la transformation d'un pénalty.
Alassane N'Diaye quitte la formation provençale après la première journée de championnat afin de rejoindre le RC Strasbourg, en National, sous forme de prêt jusqu'à la fin de la saison.
Pour conclure la fenêtre des transferts, ainsi que de faire de la place dans la masse salariale à la suite de l'arrivée de Mamadou Niang, Gaël Givet quitte l'AC Arles-Avignon pour la Ligue 1 et Évian Thonon Gaillard.

#### Automne
En difficulté sur le plan défensif après deux mois de compétition, le club provençal recrute Pascal Chimbonda. Quelques jours plus tard et comme annoncé, Jonathan Zebina rejoint la formation acéiste afin de renforcer la défense centrale. Alors que l'AC Arles-Avignon est 19e au classement, Benjamin Psaume rejoint la formation provençale pour la troisième fois, afin de renforcer le secteur offensif. Toujours dans la même situation au classement, l'ACA reçoit le renfort de Gaël Givet, de retour après un bref passage de quelques semaines à Évian. En effet, après avoir résilié son contrat avec le club savoyard, Gaël est contraint de retourner à l'AC Arles-Avignon ou de s'exiler, le règlement de la LFP interdisant à un joueur de porter le maillot de trois formations françaises dans une même saison.

#### Hiver
À la trêve hivernale, l'AC Arles-Avignon est vingtième et dernier, avec neuf points de retard sur le premier non relégable et a déjà changé d'entraîneur à l'automne.

##### Arrivées
Le 29 décembre, Ibrahima Ba signe dans la formation provençale alors qu'il évoluait en National du côté d'Istres. Par la suite, deux recrues arrivent le 7 janvier, le défenseur Florian Pinteaux ainsi que l'attaquant Wilfried Domoraud. Le 20 janvier, c'est Enzo Reale qui rejoint le club, en prêt du FC Lorient. Dans la même lignée, Fousseyni Cissé arrive en prêt du FC Sion jusqu'à la fin de la saison, après avoir rejoint en retard la formation suisse dans sa préparation pour la reprise du championnat.
Lors de la dernière journée du marché hivernal, Amine Oudrhiri est prêté par le FC Nantes, tandis que Koro Koné qui vient de résilier son contrat avec le Dijon FCO signe un contrat en tant qu'agent libre.

##### Départs
Alors que Stéphane Crucet est démis de ses fonctions d'entraîneur et intègre différemment l'organigramme du club, Jonathan Zebina, Diogo Rosado et Erwan Quintin quittent la formation provençale pour des raisons personnelles.
En manque de temps de jeu, Brahim Ben Daoud est prêté fin-janvier au FC Istres OP, club évoluant en National.
Après une demi-saison en Provence, Gino van Kessel quitte le club en résiliant son contrat, avec seulement trois buts inscrits. Peu après la fin du marché hivernal, Quentin N'Gakoutou est libéré de son prêt et retourne ainsi à la réserve de l'AS Monaco après avoir participé à quinze rencontres pour six réalisations.
N'étant plus régulièrement titulaire, Matej Delač rompt son prêt pour retourner à Chelsea afin d'être directement prêté au FK Sarajevo. Le même jour, Pascal Chimbonda résilie son contrat après seulement six rencontres.

#### Tableau récapitulatif
| Été 2014            |                           |                                    |                          |                     |
| Nom                 | Nationalité               | Transfert                          | Provenance/Destination   | Division            |
| Arrivées            |                           |                                    |                          |                     |
| Thomas Bosmel       | France                    | Libre                              | SM Caen                  | Ligue 1             |
| Ziri Hammar         | Algérie                   | Libre                              | Kayseri Erciyesspor      | Spor Toto Süper Lig |
| Alassane N'Diaye    | France                    | Libre                              | CA Bastia                | National            |
| Fawzi Ouaamar,      | Maroc                     | Prêt                               | AS Monaco B              | CFA                 |
| Quentin Ngakoutou,  | République centrafricaine | Prêt                               | AS Monaco B              | CFA                 |
| Garry Bocaly        | France                    | Libre                              | Montpellier HSC          | Ligue 1             |
| Maxime Blanc        | France                    | Libre                              | Évian Thonon Gaillard FC | Ligue 1             |
| Rémy Bonne          | France                    | Libre                              | RC Lens                  | Ligue 1             |
| Larsen Touré        | Guinée                    | Libre                              | PFK Levski Sofia         | Ligue A             |
| Evans Kondogbia     | République centrafricaine | Libre                              | Royal Charleroi SC       | Jupiler League      |
| Jérôme Phojo        | France                    | Inconnu                            | AS Monaco                | Ligue 1             |
| Diogo Rosado        | Portugal                  | Inconnu                            | Vitória Setúbal          | Liga ZON Sagres     |
| Gino van Kessel     | Curaçao                   | Libre                              | Ajax Amsterdam B         | Jupiler League      |
| Mamadou Niang       | Sénégal                   | Libre                              | Al Sadd SC               | Qatar Stars League  |
| Matej Delač         | Croatie                   | Prêt                               | Chelsea FC               | Premier League      |
| Retours de prêt     |                           |                                    |                          |                     |
| Ben Sangaré         | France                    | Retour de prêt                     | US Créteil-Lusitanos     | Ligue 2             |
| Départs             |                           |                                    |                          |                     |
| Ludovic Butelle     | France                    | Fin de contrat                     | Angers SCO               | Ligue 2             |
| Yunis Abdelhamid    | France                    | Fin de contrat                     | Luzenac AP               | Ligue 2             |
| Billel Omrani       | France                    | Retour de prêt                     | Olympique de Marseille   | Ligue 1             |
| Rafaël Dias         | Portugal                  | Retour de prêt                     | FC Sochaux-Montbéliard   | Ligue 2             |
| Ben Sangaré         | France                    | Inconnu                            | US Créteil-Lusitanos     | Ligue 2             |
| Julien Cardy        | France                    | Fin de contrat                     | En Avant de Guingamp     | Ligue 1             |
| Maurice-Junior Dalé | France                    | Résiliation de contrat             | AS Nancy-Lorraine        | Ligue 2             |
| Jordi Delclos       | France                    | Fin de contrat                     | FC Lausanne-Sport        | Challenge League    |
| Nader Ghandri       | France Tunisie            | Inconnu                            | Club africain            | Ligue I             |
| Sébastien Cantini   | France                    | Fin de contrat                     | Paris FC                 | National            |
| Chaouki Ben Saada   | Tunisie                   | Fin de contrat                     | ES Troyes AC             | Ligue 2             |
| Steven Fortes       | France Cap-Vert           | Fin de contrat                     | Le Havre AC              | Ligue 2             |
| Nicolas Roque       | France                    | Fin de contrat                     | Tarbes PF                | CFA                 |
| Livio Nabab         | France                    | ≈ 200 000 euros                    | AJ Auxerre               | Ligue 2             |
| Mohamed El Gabas    | Égypte                    | Rupture de contrat                 | Wadi Degla SC            | Premier League      |
| Gaël Givet          | France                    | Résiliation du contrat à l'amiable | Évian Thonon Gaillard    | Ligue 1             |
| Prêts               |                           |                                    |                          |                     |
| Alassane N'Diaye    | France                    | Prêt                               | RC Strasbourg            | National            |
| Automne 2014        |                           |                                    |                          |                     |
| Nom                 | Nationalité               | Transfert                          | Provenance/Destination   | Division            |
| Arrivées            |                           |                                    |                          |                     |
| Pascal Chimbonda    | France                    | Gratuit                            | Carlisle United FC       | League One          |
| Jonathan Zebina     | France                    | Gratuit                            | Toulouse FC              | Ligue 1             |
| Benjamin Psaume     | France                    | Libre                              | ES Troyes AC             | Ligue 2             |
| Gaël Givet          | France                    | Libre                              | Évian Thonon Gaillard    | Ligue 1             |
| Hiver 2015          |                           |                                    |                          |                     |
| Nom                 | Nationalité               | Transfert                          | Provenance/Destination   | Division            |
| Arrivées            |                           |                                    |                          |                     |
| Ibrahima Ba         | Sénégal                   | Inconnu                            | FC Istres OP             | National            |
| Florian Pinteaux    | France                    | Inconnu                            | Le Havre AC              | Ligue 2             |
| Wilfried Domoraud   | France                    | Inconnu                            | Admira Wacker            | Bundesliga          |
| Enzo Reale          | France                    | Prêt                               | FC Lorient               | Ligue 1             |
| Fousseyni Cissé     | France                    | Prêt                               | FC Sion                  | Super League        |
| Amine Oudrhiri      | France                    | Prêt                               | FC Nantes                | Ligue 1             |
| Koro Koné           | Côte d'Ivoire             | Libre                              | Dijon FCO                | Ligue 2             |
| Retours de prêt     |                           |                                    |                          |                     |
| Départs             |                           |                                    |                          |                     |
| Erwan Quintin       | France                    | Résiliation                        | LB Châteauroux           | Ligue 2             |
| Jonathan Zebina     | France                    | Résiliation                        |                          |                     |
| Diogo Rosado        | Portugal                  | Résiliation                        |                          |                     |
| Gino van Kessel     | Curaçao                   | Résiliation                        | FK AS Trenčín            | Corgoň Liga         |
| Quentin Ngakoutou   | République centrafricaine | Résiliation du prêt                | AS Monaco                | CFA                 |
| Matej Delač         | Croatie                   | Résiliation du prêt                | FK Sarajevo              | Premijer Liga BiH   |
| Pascal Chimbonda    | France                    | Résiliation                        |                          |                     |
| Prêts               |                           |                                    |                          |                     |
| Brahim Ben Daoud    | France                    | Prêt                               | FC Istres OP             | National            |

## Rencontres de la saison

### Matchs amicaux
La reprise de l'entraînement s'effectue le 24 juin 2014 avec 17 joueurs, de nombreux joueurs étant en fin de contrat. Outre le nouveau duo d'entraîneurs composé de Bruno Irles et Stéphane Crucet, ce sont 4 nouveaux joueurs qui sont présents pour cette première séance. Après une dizaine de jours de reprise, l'effectif acéiste part en stage pour Mende, en Lozère du 5 au 9 juillet avant une série de rencontres amicales,. Alors qu'une rencontre contre l'Olympique de Marseille devait affronter la formation acéiste, le club marseillais annonce son absence à la suite d'une décision du nouvel entraîneur olympien, Marcelo Bielsa. Finalement, c'est l'US Colomiers qui figure comme adversaire de l'AC Arles-Avignon pour remplacer le voisin marseillais.

### Ligue 2

#### Calendrier
Le calendrier est dévoilé le 30 mai 2014 à la suite du Conseil d'Administration de la LFP se tenant à Paris,.
| Date              | Compétition | Adversaire             | Lieu | Diffusion     | Horaires | Résultat | Buteurs de l'ACA                                      | Place | Affluence | Rapport |
| 1er août 2014     | Journée 1   | AC Ajaccio             | Dom. | beIn Sports 2 | 20h00    | 0 - 0    |                                                       | 10e   | 1 428     | Rapport |
| 8 août 2014       | Journée 2   | Angers SCO             | Ext. | beIn Sports 2 | 20h00    | 2 - 0    |                                                       | 17e   | 6 210     | Rapport |
| 15 août 2014      | Journée 3   | AS Nancy-Lorraine      | Ext. | beIn Sports 2 | 20h00    | 1 - 1    | 90e Gigot                                             | 16e   | 14 512    | Rapport |
| 22 août 2014      | Journée 4   | FC Sochaux-Montbéliard | Dom. | beIn Sports 2 | 20h00    | 2 - 2    | 77e Ngakoutou · 87e (pen.) Savanier                   | 18e   | 1 440     | Rapport |
| 29 août 2014      | Journée 5   | Nîmes Olympique        | Ext. | beIn Sports 2 | 20h00    | 2 - 2    | 1re Touré · 48e Touré                                 | 17e   | 7 624     | Rapport |
| 12 septembre 2014 | Journée 6   | Tours FC               | Dom. | beIn Sports 2 | 20h00    | 1 - 0    | 37e van Kessel                                        | 10e   | 1 470     | Rapport |
| 19 septembre 2014 | Journée 7   | Stade brestois 29      | Ext. | beIn Sports 2 | 20h00    | 1 - 0    |                                                       | 17e   | 6 325     | Rapport |
| 23 septembre 2014 | Journée 8   | Stade lavallois MFC    | Dom. | beIn Sports 2 | 20h55    | 2 - 3    | 67e Hammar · 83e Gigot                                | 18e   | 1 361     | Rapport |
| 26 septembre 2014 | Journée 9   | AJ Auxerre             | Ext. | beIn Sports 2 | 20h00    | 2 - 1    | 37e Touré                                             | 19e   | 4 522     | Rapport |
| 3 octobre 2014    | Journée 10  | LB Châteauroux         | Dom. | beIn Sports 2 | 20h00    | 0 - 1    |                                                       | 20e   | 1 351     | Rapport |
| 17 octobre 2014   | Journée 11  | GFC Ajaccio            | Ext. | beIn Sports 2 | 20h00    | 3 - 1    | 24e (pen.) Touré                                      | 20e   | 2 190     | Rapport |
| 24 octobre 2014   | Journée 12  | Chamois niortais FC    | Dom. | beIn Sports 2 | 20h00    | 1 - 0    | 80e van Kessel                                        | 19e   | 1 298     | Rapport |
| 31 octobre 2014   | Journée 13  | Le Havre AC            | Ext. | beIn Sports 2 | 20h00    | 2 - 0    |                                                       | 19e   | 10 515    | Rapport |
| 7 novembre 2014   | Journée 14  | Valenciennes FC        | Dom. | beIn Sports 2 | 20h00    | 1 - 2    | 24e Touré                                             | 19e   | 1 481     | Rapport |
| 21 novembre 2014  | Journée 15  | Clermont Foot          | Ext. | beIn Sports 2 | 20h00    | 3 - 1    | 24e (pen.) Niang                                      | 20e   | 2 522     | Rapport |
| 28 novembre 2014  | Journée 16  | Dijon FCO              | Dom. | beIn Sports 2 | 20h00    | 0 - 2    |                                                       | 20e   | 1 426     | Rapport |
| 12 décembre 2014  | Journée 17  | US Créteil-Lusitanos   | Ext. | beIn Sports 2 | 20h00    | 2 - 0    |                                                       | 20e   | 1 962     | Rapport |
| 19 décembre 2014  | Journée 18  | ESTAC Troyes           | Dom. | beIn Sports 1 | 14h00    | 0 - 4    |                                                       | 20e   | 1 509     | Rapport |
| 9 janvier 2015    | Journée 19  | US Orléans             | Ext. | beIn Sports 2 | 20h00    | 1 - 1    | 76e Ouaamar                                           | 20e   | 3 050     | Rapport |
| 16 janvier 2015   | Journée 20  | Angers SCO             | Dom. | beIn Sports 2 | 20h00    | 1 - 3    | 68e (csc) Thomas                                      | 20e   | 1 323     | Rapport |
| 23 janvier 2015   | Journée 21  | AS Nancy-Lorraine      | Dom. | beIn Sports 2 | 20h00    | 1 - 0    | 86e Psaume                                            | 20e   | 1 273     | Rapport |
| 30 janvier 2015   | Journée 22  | FC Sochaux-Montbéliard | Ext. | beIn Sports 2 | 20h00    | 1 - 0    |                                                       | 20e   | 7 851     | Rapport |
| 6 février 2015    | Journée 23  | Nîmes Olympique        | Dom. | beIn Sports 2 | 20h00    | 0 - 1    |                                                       | 20e   | 1 995     | Rapport |
| 13 février 2015   | Journée 24  | Tours FC               | Ext. | beIn Sports 2 | 20h00    | 2 - 2    | 7e Koné · 42e Koné                                    | 20e   | 4 192     | Rapport |
| 20 février 2015   | Journée 25  | Stade brestois 29      | Dom. | beIn Sports 2 | 20h00    | 1 - 0    | 2e Cissé                                              | 20e   | 1 292     | Rapport |
| 27 février 2015   | Journée 26  | Stade lavallois MFC    | Ext. | beIn Sports 2 | 20h00    | 1 - 0    |                                                       | 20e   | 4 568     | Rapport |
| 9 mars 2015       | Journée 27  | AJ Auxerre             | Dom. | Non diffusé   | 20h00    | 2 - 4    | 84e N'Diaye · 87e Niang                               | 20e   | 1 407     | Rapport |
| 13 mars 2015      | Journée 28  | LB Châteauroux         | Ext. | beIn Sports 2 | 20h00    | 1 - 2    | 77e Cissé · 88e Savanier                              | 20e   | 5 567     | Rapport |
| 20 mars 2015      | Journée 29  | GFC Ajaccio            | Dom. | beIn Sports 2 | 20h00    | 0 - 0    |                                                       | 19e   | 1 414     | Rapport |
| 3 avril 2015      | Journée 30  | Chamois niortais FC    | Ext. | beIn Sports 2 | 20h00    | 1 - 1    | 76e Koné                                              | 19e   | 4 135     | Rapport |
| 10 avril 2015     | Journée 31  | Le Havre AC            | Dom. | beIn Sports 2 | 20h00    | 0 - 1    |                                                       | 19e   | 1 373     | Rapport |
| 17 avril 2015     | Journée 32  | Valenciennes FC        | Ext. | beIn Sports 2 | 20h00    | 3 - 0    |                                                       | 19e   | 7 510     | Rapport |
| 24 avril 2015     | Journée 33  | Clermont Foot          | Dom. | beIn Sports 2 | 20h00    | 0 - 0    |                                                       | 20e   | 1 285     | Rapport |
| 28 avril 2015     | Journée 34  | Dijon FCO              | Ext. | beIn Sports 2 | 20h30    | 1 - 0    |                                                       | 20e   | 9 026     | Rapport |
| 1er mai 2015      | Journée 35  | US Créteil-Lusitanos   | Dom. | beIn Sports 2 | 20h00    | 2 - 0    | 35e Gigot · 45+2e Blanc                               | 20e   | 1 206     | Rapport |
| 8 mai 2015        | Journée 36  | ESTAC Troyes           | Ext. | beIn Sports 2 | 20h00    | 4 - 0    |                                                       | 20e   | 10 169    | Rapport |
| 15 mai 2015       | Journée 37  | US Orléans             | Dom. | beIn Sports 2 | 20h30    | 4 - 1    | 26e Savanier · 45e (pen.) Koné · 47e Koné · 56e Gigot | 20e   | 1 216     | Rapport |
| 22 mai 2015       | Journée 38  | AC Ajaccio             | Ext. | beIn Sports 2 | 20h30    | 2 - 1    | 65e Cissé                                             | 20e   | 4 492     | Rapport |

#### Résultats par journée
Nota : l'ordre des journées est celui dans lequel elles ont été jouées. La place au classement est celle actualisée au lundi soir.
| Journée   | 01 | 02 | 03 | 04 | 05 | 06 | 07 | 08 | 09 | 10 | 11 | 12 | 13 | 14 | 15 | 16 | 17 | 18 | 19 | 20 | 21 | 22 | 23 | 24 | 25 | 26 | 27 | 28 | 29 | 30 | 31 | 32 | 33 | 34 | 35 | 36 | 37 | 38 |
| --------- | -- | -- | -- | -- | -- | -- | -- | -- | -- | -- | -- | -- | -- | -- | -- | -- | -- | -- | -- | -- | -- | -- | -- | -- | -- | -- | -- | -- | -- | -- | -- | -- | -- | -- | -- | -- | -- | -- |
| Terrain   | D  | E  | E  | D  | E  | D  | E  | D  | E  | D  | E  | D  | E  | D  | E  | D  | E  | D  | E  | D  | D  | E  | D  | E  | D  | E  | D  | E  | D  | E  | D  | E  | D  | E  | D  | E  | D  | E  |
| Résultats | N  | D  | N  | N  | N  | V  | D  | D  | D  | D  | D  | V  | D  | D  | D  | D  | D  | D  | N  | D  | V  | D  | D  | N  | V  | D  | D  | V  | N  | N  | D  | D  | N  | D  | V  | D  | V  | D  |
| Points    | 1  | 1  | 2  | 3  | 4  | 7  | 7  | 7  | 7  | 7  | 7  | 10 | 10 | 10 | 10 | 10 | 10 | 10 | 11 | 11 | 14 | 14 | 14 | 15 | 18 | 18 | 18 | 21 | 22 | 23 | 23 | 23 | 24 | 24 | 27 | 27 | 30 | 30 |
| Place     | 10 | 17 | 16 | 18 | 17 | 10 | 17 | 18 | 19 | 20 | 20 | 19 | 19 | 19 | 20 | 20 | 20 | 20 | 20 | 20 | 20 | 20 | 20 | 20 | 20 | 20 | 20 | 20 | 19 | 19 | 19 | 19 | 20 | 20 | 20 | 20 | 20 | 20 |

Source : Liste des rencontres

Terrain : D = Domicile ; E = Extérieur. Résultat: D = Défaite ; N = Nul ; V = Victoire.

#### Classement final
| Rang                                                                | Équipe                   | Pts | J  | G  | N  | P  | Bp | Bc | Diff |
| ------------------------------------------------------------------- | ------------------------ | --- | -- | -- | -- | -- | -- | -- | ---- |
| 1                                                                   | ES Troyes AC             | 78  | 38 | 24 | 6  | 8  | 61 | 24 | +37  |
| 2                                                                   | GFC Ajaccio P            | 65  | 38 | 18 | 11 | 9  | 49 | 37 | +12  |
| 3                                                                   | Angers SCO               | 64  | 38 | 18 | 10 | 10 | 47 | 30 | +17  |
| 4                                                                   | Dijon FCO                | 61  | 38 | 17 | 10 | 11 | 44 | 34 | +10  |
| 5                                                                   | AS Nancy-Lorraine        | 58  | 38 | 15 | 13 | 10 | 53 | 39 | +14  |
| 6                                                                   | Stade brestois           | 57  | 38 | 14 | 15 | 9  | 41 | 27 | +14  |
| 7                                                                   | Le Havre AC              | 55  | 38 | 14 | 13 | 11 | 47 | 37 | +10  |
| 8                                                                   | Stade lavallois MFC      | 54  | 38 | 11 | 21 | 6  | 41 | 34 | +7   |
| 9                                                                   | AJ Auxerre               | 52  | 38 | 12 | 16 | 10 | 48 | 42 | +6   |
| 10                                                                  | FC Sochaux-Montbéliard R | 52  | 38 | 13 | 13 | 12 | 39 | 37 | +2   |
| 11                                                                  | Chamois Niortais FC      | 50  | 38 | 11 | 17 | 10 | 41 | 42 | -1   |
| 12                                                                  | Clermont FA              | 49  | 38 | 12 | 13 | 13 | 43 | 47 | -4   |
| 13                                                                  | Nîmes Olympique          | 46  | 38 | 12 | 10 | 16 | 44 | 57 | -13  |
| 14                                                                  | US Créteil-Lusitanos     | 45  | 38 | 10 | 15 | 13 | 44 | 52 | -8   |
| 15                                                                  | Tours FC                 | 44  | 38 | 12 | 8  | 18 | 49 | 54 | -5   |
| 16                                                                  | Valenciennes FC R        | 42  | 38 | 10 | 12 | 16 | 34 | 51 | -17  |
| 17                                                                  | AC Ajaccio R             | 41  | 38 | 9  | 14 | 15 | 32 | 42 | -10  |
| 18                                                                  | US Orléans LF P          | 40  | 38 | 8  | 14 | 16 | 36 | 47 | -11  |
| 19                                                                  | LB Châteauroux           | 32  | 38 | 7  | 11 | 20 | 31 | 63 | -32  |
| 20                                                                  | AC Arles-Avignon         | 30  | 38 | 7  | 9  | 22 | 31 | 59 | -28  |
| - Promotion en Ligue 1 2015-2016 - Relégation en National 2015-2016 |                          |     |    |    |    |    |    |    |      |

### Coupe de la Ligue
| Date             | Horaire | Tour                | Adversaire           | Lieu                         | Résultat   | Buteurs pour l'ACA                            | Affluence | Rapport | Diffuseur |
| 12 août 2014     | 20h     | 1er tour            | Chamois niortais     | Parc des Sports, Avignon     | 3 - 2      | 19e Ngakoutou · 54e Ngakoutou · 86e Ngakoutou | 1 093     | Rapport | -         |
| 26 août 2014     | 20h     | 2e tour             | Angers SCO           | Stade Jean-Bouin, Angers     | 1 - 2      | 66e Hammar · 75e Hammar                       | 3 584     | Rapport | -         |
| 29 octobre 2014  | 20h     | Seizièmes de finale | Stade de Reims       | Stade Auguste-Delaune, Reims | 2 - 3 a.p. | 63e Niang · 81e Savanier · 102e Ouaamar       | 7 336     | Rapport | -         |
| 16 décembre 2014 | 21h     | Huitièmes de finale | En Avant de Guingamp | Parc des Sports, Avignon     | 0 - 2      |                                               | 1 676     | Rapport | -         |

### Coupe de France
| Date             | Horaire | Tour                       | Adversaire       | Lieu                           | Résultat   | Buteurs pour l'ACA                                      | Affluence | Rapport | Diffuseur |
| 16 novembre 2014 | 17h     | 7e tour                    | Aix-les-Bains FC | Stade Forestier, Aix-les-Bains | 0 - 4      | 54e Blanc · 70e Ngakoutou · 74e Coulomb · 82e Ngakoutou | 1 000     |         | -         |
| 6 décembre 2014  | 17h     | 8e tour                    | AS Lyon-Duchère  | Stade de La Duchère, Lyon      | 1 - 3 a.p. | 34e Ouammar · 91e Hammar · 118e van Kessel              |           |         | -         |
| 4 janvier 2015   | 13:45   | Trente-deuxièmes de finale | Red Star FC      | Stade Bauer, Saint-Ouen        | 2 - 1      | 26e Bennacer                                            | 2 385     |         | -         |

### Bilan de la saison
| Compétition       | Débute au tour | Place ou tour final | Matches joués | Gagnés | Nuls | Perdus | Buts pour | Buts contre | Différence |
| Ligue 2           | -              |                     | 38            | 7      | 9    | 22     | 31        | 59          | -28        |
| Coupe de France   | 7e tour        | 32e de finale       | 3             | 2      | 0    | 1      | 8         | 3           | +5         |
| Coupe de la Ligue | 1er tour       | 8e de finale        | 4             | 3      | 0    | 1      | 8         | 7           | +1         |
| Total             | -              | -                   | 45            | 12     | 9    | 24     | 47        | 69          | -22        |

### Statistiques
Ces statistiques ne comptent que pour les matchs de championnat et de coupe. Ainsi, les matchs amicaux ne sont pas comptabilisés.

#### Buteurs
| Place   | Nom               | Championnat de Ligue 2 | Coupe de France | Coupe de la Ligue | Total des buts |
| 1       | Quentin Ngakoutou | 1                      | 2               | 3                 | 6              |
| 2       | Larsen Touré      | 5                      | -               | -                 | 5              |
| 2       | Koro Koné         | 5                      | -               | -                 | 5              |
| 3       | Ziri Hammar       | 1                      | 1               | 2                 | 4              |
| 3       | Samuel Gigot      | 4                      | -               | -                 | 4              |
| 4       | Gino van Kessel   | 2                      | 1               | -                 | 3              |
| 4       | Fawzi Ouaamar     | 1                      | 1               | 1                 | 3              |
| 4       | Mamadou Niang     | 2                      | -               | 1                 | 3              |
| 4       | Téji Savanier     | 2                      | -               | 1                 | 3              |
| 4       | Fousseyni Cissé   | 3                      | -               | -                 | 3              |
| 5       | Maxime Blanc      | 1                      | 1               | -                 | 2              |
| 6       | Adrien Coulomb    | -                      | 1               | -                 | 1              |
| 6       | Ismaël Bennacer   | -                      | 1               | -                 | 1              |
| 6       | Benjamin Psaume   | 1                      | -               | -                 | 1              |
| 6       | Ousmane N'Diaye   | 1                      | -               | -                 | 1              |
| 6       | Téji Savanier     | 1                      | -               | -                 | 1              |
| Détails | Buteurs acéistes  | 30 buts                | 8 buts          | 8 buts            | 46 buts        |

#### Passeurs
| Place   | Nom               | Championnat de Ligue 2 | Coupe de France | Coupe de la Ligue | Total des passes |
| 1       | Téji Savanier     | 4                      | -               | -                 | 4                |
| 2       | Fawzi Ouaamar     | 2                      | -               | -                 | 2                |
| 3       | Maxime Blanc      | 1                      | -               | -                 | 1                |
| 3       | Gino van Kessel   | 1                      | -               | -                 | 1                |
| 3       | Mamadou Niang     | 1                      | -               | -                 | 1                |
| 3       | Ziri Hammar       | 1                      | -               | -                 | 1                |
| 3       | Samuel Gigot      | 1                      | -               | -                 | 1                |
| 3       | Fousseyni Cissé   | 1                      | -               | -                 | 1                |
| 3       | Quentin Ngakoutou | 1                      | -               | -                 | 1                |
| 3       | Larsen Touré      | 1                      | -               | -                 | 1                |
| 3       | Ibrahima Ba       | 1                      | -               | -                 | 1                |
| Détails | Passeurs acéistes | 15 passes              | 0 passe         | 0 passe           | 15 passes        |

#### Cartons

##### Jaune
| Place   | Nom               | Championnat de Ligue 2 | Coupe de France | Coupe de la Ligue | Total des cartons jaunes |
| 1       | Téji Savanier     | 8                      | 1               | 2                 | 11                       |
| 2       | Samuel Gigot      | 6                      | 2               | 2                 | 10                       |
| 3       | Jérôme Phojo      | 7                      | -               | -                 | 7                        |
| 4       | Larsen Touré      | 6                      | -               | -                 | 6                        |
| 4       | Hugo Rodriguez    | 4                      | 1               | 1                 | 6                        |
| 5       | Maxime Blanc      | 5                      | -               | -                 | 5                        |
| 5       | Florian Pinteaux  | 5                      | -               | -                 | 5                        |
| 6       | Fawzi Ouaamar     | 2                      | -               | 2                 | 4                        |
| 5       | Rémy Bonne        | 2                      | -               | 2                 | 4                        |
| 6       | Pascal Chimbonda  | 3                      | -               | -                 | 3                        |
| 6       | Ousmane N'Diaye   | 2                      | -               | 1                 | 3                        |
| 6       | Mamadou Niang     | 3                      | -               | -                 | 3                        |
| 7       | Garry Bocaly      | 2                      | -               | -                 | 2                        |
| 7       | Quentin Ngakoutou | 2                      | -               | -                 | 2                        |
| 7       | Ziri Hammar       | 1                      | -               | 1                 | 2                        |
| 7       | Ibrahima Ba       | 2                      | -               | -                 | 2                        |
| 7       | Enzo Reale        | 2                      | -               | -                 | 2                        |
| 8       | Gino van Kessel   | 1                      | -               | -                 | 1                        |
| 8       | Matej Delač       | -                      | -               | 1                 | 1                        |
| 8       | Erwan Quintin     | 1                      | -               | -                 | 1                        |
| 8       | Jonathan Zebina   | 1                      | -               | -                 | 1                        |
| 8       | Thomas Bosmel     | 1                      | -               | -                 | 1                        |
| 8       | Axel Maraval      | 1                      | -               | -                 | 1                        |
| 8       | Gaël Givet        | 1                      | -               | -                 | 1                        |
| 8       | Benjamin Psaume   | 1                      | -               | -                 | 1                        |
| 8       | Koro Koné         | 1                      | -               | -                 | 1                        |
| 8       | Wilfried Domoraud | 1                      | -               | -                 | 1                        |
| Détails | Joueurs acéistes  | 73 cartons             | 2 cartons       | 12 cartons        | 86 cartons               |

##### Rouge
| Place   | Nom              | Championnat de Ligue 2 | Coupe de France | Coupe de la Ligue | Total des cartons rouges |
| 1       | Larsen Touré     | 3                      | -               | -                 | 3                        |
| 1       | Samuel Gigot     | 2                      | -               | 1                 | 3                        |
| 2       | Jonathan Zebina  | 1                      | -               | -                 | 1                        |
| 2       | Florian Pinteaux | 1                      | -               | -                 | 1                        |
| 2       | Hugo Rodriguez   | 1                      | -               | -                 | 1                        |
| Détails | Joueurs acéistes | 8 cartons              | 0 carton        | 1 carton          | 9 cartons                |

#### Autres statistiques
- Victoires consécutives : 2
- Défaites consécutives : 5
- Matchs consécutifs sans défaite : 6
- Matchs consécutifs sans victoire : 5
- Buts: 47
- Premier but de la saison : Quentin Ngakoutou, le 12 août, lors du premier tour de Coupe de la Ligue
  - Premier pénalty : Téji Savanier, lors de la 4e journée de Ligue 2
  - But le plus rapide d'une rencontre : 1re minute (33 secondes), Larsen Touré, lors de la 5e journée de Ligue 2
  - But le plus tardif d'une rencontre : 102e minute, Fawzi Ouaamar, lors du seizième de finale de Coupe de la Ligue contre le Stade de Reims
  - Plus grande nombre de buts marqué contre l’adversaire : 4, contre Aix-les-Bains FC, lors du septième tour de Coupe de France
  - Plus grande nombre de buts marqué par l’adversaire : 3, contre le Stade lavallois, lors de la 8e journée de Ligue 2
  - Plus grand nombre de buts marqués dans une rencontre : 5, contre les Chamois niortais, lors du premier tour de Coupe de la Ligue, contre le Stade lavallois, lors de la 8e journée de Ligue 2 et contre le Stade de Reims, lors du seizième de finale de Coupe de la Ligue
  - Plus grand nombre de buts marqués en une mi-temps : 4, contre le FC Sochaux-Montbéliard, lors de la 4e journée de Ligue 2 et contre Aix-les-Bains FC, lors du septième tour de Coupe de France
- Meilleur classement de la saison en Ligue 2 : 10e à l'issue des 1re et 6e journées
- Moins bon classement de la saison en Ligue 2 : 20e à l'issue des 10e, 11e, de la 15e à la 28e et de la 33e journée à l'issue de la saison

## Équipe réserve et équipes de jeunes

### Classement de la saison 2014-2015
| Rang | Équipe                      | Pts | J  | G  | N | P  | Bp | Bc | Diff |
| ---- | --------------------------- | --- | -- | -- | - | -- | -- | -- | ---- |
| 1    | Olympique de Marseille rés. | 82  | 26 | 17 | 5 | 4  | 51 | 17 | +34  |
| 2    | SC Toulon-Le Las            | 72  | 26 | 14 | 4 | 8  | 47 | 28 | +19  |
| 3    | SC Toulon P                 | 69  | 26 | 13 | 4 | 9  | 42 | 25 | +17  |
| 4    | Aubagne FC                  | 67  | 26 | 11 | 8 | 7  | 43 | 33 | +10  |
| 5    | Olympique d'Alès            | 64  | 26 | 10 | 8 | 8  | 36 | 25 | +11  |
| 6    | SO Chambéry                 | 64  | 26 | 11 | 5 | 10 | 36 | 32 | +4   |
| 7    | Nîmes Olympique rés.        | 63  | 26 | 10 | 7 | 9  | 47 | 39 | +8   |
| 8    | Aix-les-Bains FC P          | 62  | 26 | 9  | 9 | 8  | 34 | 31 | +3   |
| 9    | AC Arles-Avignon rés.       | 62  | 26 | 9  | 9 | 8  | 37 | 28 | +9   |
| 10   | ES Pennoise                 | 62  | 26 | 11 | 5 | 10 | 32 | 35 | -3   |
| 11   | FB Île-Rousse               | 62  | 26 | 11 | 4 | 11 | 34 | 45 | -11  |
| 12   | AC Ajaccien rés.            | 61  | 26 | 10 | 6 | 10 | 32 | 31 | +1   |
| 13   | FC Échirolles               | 43  | 26 | 4  | 5 | 17 | 32 | 58 | -26  |
| 14   | ES Uzès-Pont-du-Gard R      | 30  | 26 | 1  | 2 | 23 | 15 | 91 | -76  |

|  | Promu en CFA. |
|  | Relégué en Division d'Honneur. |
|  | R Relégué de CFA P Promu de Division d'Honneur. Pts points ; G victoires ; N match nuls ; P défaites Bp buts marqués ; Bc buts encaissés ; Diff différence de buts |

### Calendrier
L’équipe réserve de l'AC Arles-Avignon sert de tremplin vers le groupe professionnel pour les jeunes du centre de formation ainsi que de recours pour les joueurs de retour de blessure ou en manque de temps de jeu. Lors de la saison 2013-2014, l'équipe réserve a réussi à se maintenir en CFA 2 avec le statut de promu.

### Équipe de jeunes
L'AC Arles-Avignon aligne plusieurs équipes de jeunes dans les championnats départementaux et régionaux. Parmi ces équipes de jeunes, l'équipe des moins de 19 ans participe à la Coupe Gambardella 2014-2015. Arles-Avignon est éliminé en trente-deuxièmes de finale de la compétition face à Onet-le-Château, 4-3 aux tirs a but après un 2-2 lors du temps réglementaire.